# Macrocnemum tortuosum
Macrocnemum tortuosum là một loài thực vật có hoa trong họ Thiến thảo. Loài này được Herzog mô tả khoa học đầu tiên năm 1909.